# Spanyol női labdarúgó-bajnokság (másodosztály)
A spanyol női labdarúgó-bajnokság második vonalbeli versenyét 2001 óta rendezik meg. A Spanyol labdarúgó-szövetség (RFEF) által irányított küzdelmeket az évek során több alkalommal is átszervezték. Hivatalos neve Primera Federación (más néven, 1ª RFEF).

## Története
Az RFEF a 2019–20-as szezon után vette át a másodosztály (Reto Iberdrola) irányítását és első évadjukat a korábban bevált Északi és Nyugati csoportra osztott rendszer alapján szervezték meg, ahonnan a küzdelmek első helyezettjei jutottak fel az élvonalba.
A 2021–22-es szezon után újabb módosítást eszközöltek és a regionális rendszer megszüntetésével egy országos, 16 csapat részére fenntartott ligát hoztak létre. A csapatok csökkentése a 2023–24-es idényben folytatódott és 14 együttes vetélkedett az élvonalbeli részvétel jogáért.

## A 2022–23-as szezon résztvevői
|                     |                     |                           |  |  |
| Fundación Albacete  | Kasztília-La Mancha | Albacete                  |  |  |
| Athletic Bilbao B   | Baszkföld           | Bilbao                    |  |  |
| Barcelona B         | Katalónia           | Barcelona                 |  |  |
| Cacereño            | Extremadura         | Cáceres                   |  |  |
| Córdoba             | Andalúzia           | Córdoba                   |  |  |
| Eibar               | Baszkföld           | Eibar                     |  |  |
| Espanyol            | Katalónia           | Barcelona                 |  |  |
| Granada             | Andalúzia           | Granada                   |  |  |
| Granadilla B        | Kanári-szigetek     | Granadilla de Abona       |  |  |
| Juan Grande         | Kanári-szigetek     | San Bartolomé de Tirajana |  |  |
| Deportivo La Coruña | Galicia             | A Coruña                  |  |  |
| Lleida              | Katalónia           | Lleida                    |  |  |
| Logroño             | La Rioja            | Logroño                   |  |  |
| Osasuna             | Navarra             | Pamplona                  |  |  |
| Rayo Vallecano      | Madrid              | Madrid                    |  |  |
| Real Oviedo         | Asztúria            | Oviedo                    |  |  |

## Eddigi bajnokok
A csoportok élén végző egyesületek rájátszásban döntik el a feljutás sorsát. A klubok nem szerepeltethetik tartalékcsapataikat a rájátszásban, így a csoport legjobb első számú együttese jogosult a további küzdelmekben való részvételre.
Az alábbi táblázatban olvashatók a másodosztályú spanyol női labdarúgó-bajnokságok csoportjainak győztesei, az adott időszakban használt nevükkel jelölve.
| Primera Nacional |                     |                   |              |                    |                       |                  |
| Szezon/Csoport   | 1.                  | 2.                | 3.           | 4.                 | 5.                    | 6.               |
| 2001–02          | Leioa               | Amigos del Duero  | Barcelona    | Rayo Vallecano     | Atlético Jiennense    | Rayco Las Palmas |
| 2002–03          | Lagunak             | Gijón FF          | Barcelona    | Rayo Vallecano     | Atlético Jiennense    | Rayco Las Palmas |
| 2003–04          | Oiartzun            | Gijón FF          | Barcelona    | Atlético Madrid    | Andalucía La Línea    | Rayco Las Palmas |
| 2004–05          | Transportes Alcaine | Gijón FF          | L'Estartit   | SPA Alicante       | Peña NS de la Antigua | Rayco Las Palmas |
| 2005–06          | Real Sociedad       | Atlético Arousana | L'Estartit   | Atlético Madrid    | Sporting Huelva       | Rayco Las Palmas |
| 2006–07          | Gure Txokoa FT      | Reocín            | L'Estartit   | Colegio Alemán     | Atlético Málaga       | Rayco Las Palmas |
| 2007–08          | Lagunak             | El Olivo          | Barcelona    | Pozuelo de Alarcón | Atlético Málaga       | Arguineguín      |
| 2008–09          | Oiartzun            | Oviedo Moderno    | Collerense   | Fundación Albacete | Atlético Jiennense    | Tacuense         |
| 2009–10          | Oiartzun            | Reocín            | Sant Gabriel | Fundación Albacete | Extremadura           | Charco del Pino  |
| 2010–11          | Abanto Club         | El Olivo          | Girona       | Fundación Albacete | Llanos Olivenza       | Tacuense         |

| Segunda División Femenina de España |                        |                                 |                              |              |                                |                 |                                  |
| Szezon/Csoport                      | 1.                     | 2.                              | 3.                           | 4.           | 5.                             | 6.              | 7.                               |
| 2011–12                             | Oviedo Moderno         | Athletic Bilbao B ★ Oiartzun    | Levante Las Planas           | Sevilla      | Torrejón                       | Charco del Pino | Fundación Albacete               |
| 2012–13                             | Oviedo Moderno         | Añorga                          | Girona                       | Granada      | Torrejón                       | Tacuense        | Fundación Albacete               |
| 2013–14                             | El Olivo               | Athletic Bilbao B ★ Oiartzun    | Espanyol B ★ Lleida Esportiu | Santa Teresa | La Solana                      | Granadilla      | Fundación Albacete               |
| 2014–15                             | El Olivo               | Oiartzun                        | Levante Las Planas           | Real Betis   | Madrid CFF                     | Granadilla      | SPA Alicante                     |
| 2015–16                             | El Olivo               | Logroño                         | Barcelona B ★ Seagull        | Real Betis   | Atlético Madrid B ★ Madrid CFF | Tacuense        | Valencia B ★ Lorca               |
| 2016–17                             | Oviedo Moderno         | Athletic Bilbao B ★ San Ignacio | Barcelona B ★ Seagull        | Sevilla      | Madrid CFF                     | Femarguín       | Levante B ★ SPA Alicante         |
| 2017–18                             | Oviedo Moderno         | Logroño                         | Barcelona B ★ Seagull        | Málaga       | Tacón                          | Femarguín       | Athletic Bilbao B ★ SPA Alicante |
| 2018–19                             | Deportivo de La Coruña | Osasuna                         | Zaragoza CFF                 | Santa Teresa | Tacón                          | Femarguín       | Valencia B ★ Alhama CF           |

| Segunda División Pro |                  |              |
| Szezon/Csoport       | Észak            | Dél          |
| 2019–20              | Eibar ◆          | Santa Teresa |
| 2020–21              | Deportivo Alavés | Villarreal   |

| Segunda División RFEF |                    |           |
| Szezon/Csoport        | Észak              | Dél       |
| 2021–22               | Levante Las Planas | Alhama CF |

| Primera Federación Femenina |                       |                    |                                                                        |
| Szezon                      | Feljutó csapat        | Rájátszás győztese | Rájátszás résztvevői                                                   |
| 2022–23                     | Eibar ◆               | Granada CF         | - 3. Deportivo de La Coruña - 4. Osasuna - 5. Granada CF - 6. Cacereño |
| 2023–24                     | Deportivo La Coruña ◆ | Espanyol           | - 3. Espanyol - 4. Osasuna - 5. Alhama CF - 6. AEM Lleida              |
| 2024–25                     | Alhama CF             | Logroño            | - 2. Deportivo Alavés - 3. AEM Lleida - 4. Logroño - 5. Cacereño       |

     Az első osztályba jutott csapatok
★ Tartalékcsapat
◆ A bajnoki címet megszerző tartalékcsapat nem indulhat az élvonalban, ezért a tabellán következő együttes jogosult a feljutásra

### Klubonként
| Klub                   | Autonóm közösség    | Település              | Bajnok | Élvonalba jutás | Élvonalba jutás éve |
| ---------------------- | ------------------- | ---------------------- | ------ | --------------- | ------------------- |
|                        |                     |                        |        |                 |                     |
| Rayco Las Palmas       | Kanári-szigetek     | Las Palmas             | 6      | –               | –                   |
| Real Oviedo            | Asztúria            | Oviedo                 | 5      | 2               | 2009, 2013          |
| El Olivo               | Galicia             | Vigo                   | 5      | 1               | 2011                |
| Athletic Bilbao B      | Madrid              | Madrid                 | 5      | –               | –                   |
| Barcelona              | Katalónia           | Barcelona              | 4      | 2               | 2004, 2008          |
| SPA Alicante           | Valencia            | Alicante               | 4      | –               | –                   |
| Barcelona B            | Katalónia           | Barcelona              | 5      | –               | –                   |
| Málaga CF              | Andalúzia           | Málaga                 | 3      | 2               | 2008, 2018          |
| Santa Teresa           | Extremadura         | Badajoz                | 3      | 2               | 2014, 2020          |
| Levante Las Planas     | Katalónia           | Sant Joan Despí        | 3      | 2               | 2012, 2022          |
| Atlético Jiennense     | Andalúzia           | Jaén                   | 3      | 1               | 2009                |
| Gijón FF               | Asztúria            | Gijón                  | 3      | 1               | 2005                |
| L'Estartit             | Katalónia           | Estartit               | 3      | 1               | 2007                |
| Oiartzun               | Baszkföld           | Oiartzun               | 3      | 1               | 2015                |
| Tacuense               | Kanári-szigetek     | Santa Cruz de Tenerife | 3      | 1               | 2016                |
| Fundación Albacete     | Kasztília-La Mancha | Albacete               | 3      | 1               | 2014                |
| Lagunak                | Navarra             | Barañáin               | 2      | 2               | 2003, 2008          |
| Sevilla                | Andalúzia           | Sevilla                | 2      | 2               | 2012, 2017          |
| Alhama                 | Murcia              | Alhama de Murcia       | 2      | 1               | 2022, 2025          |
| Rayo Vallecano         | Madrid              | Madrid                 | 2      | 1               | 2003                |
| Atlético Madrid        | Madrid              | Madrid                 | 2      | 1               | 2006                |
| Reocín                 | Kantábria           | Santa Cruz de Bezana   | 2      | 1               | 2010                |
| Zaragoza CFF           | Aragónia            | Zaragoza               | 2      | 1               | 2005                |
| Real Madrid            | Madrid              | Madrid                 | 2      | 1               | 2019                |
| Real Betis             | Andalúzia           | Sevilla                | 2      | 1               | 2016                |
| Madrid CFF             | Madrid              | Madrid                 | 2      | 1               | 2017                |
| EdF Logroño            | La Rioja            | Logroño                | 2      | 1               | 2018                |
| Atlético Madrid B      | Madrid              | Madrid                 | 2      | –               | –                   |
| Espanyol B             | Katalónia           | Barcelona              | 2      | –               | –                   |
| Torrejón               | Madrid              | Torrejón de Ardoz      | 2      | –               | –                   |
| Valencia B             | Valencia            | Valencia               | 2      | –               | –                   |
| Deportivo de La Coruña | Galicia             | A Coruña               | 1      | 2               | 2019, 2024          |
| Eibar                  | Baszkföld           | Eibar                  | –      | 2               | 2020, 2023          |
| Deportivo Alavés       | Baszkföld           | Vitoria-Gasteiz        | –      | 1               | 2025                |
| Espanyol               | Katalónia           | Barcelona              | –      | 1               | 2024                |
| Granada                | Andalúzia           | Granada                | –      | 1               | 2023                |

     Tartalékcsapatok